# Modvind
|  | Denne artikel er oprettet af botten PalnaBot ud fra en ekstern database. Den kan derfor have sproglige fejl eller mangler. Denne skabelon kan fjernes efter kontrol af indholdet. |

Modvind er en film instrueret af Iris Magdalene Schmidt.

## Handling
En succesfuld meteorolog, savner en kvinde og forsvinder ind i fantasier om et fremtidigt familieliv. Hvordan møder han en, som han kan dele sit liv med, når han i forvejen har planlagt hele forløbet? Hans liv i fantasien resulterer konstant i problematiske situationer.